# Právo na vzdělání

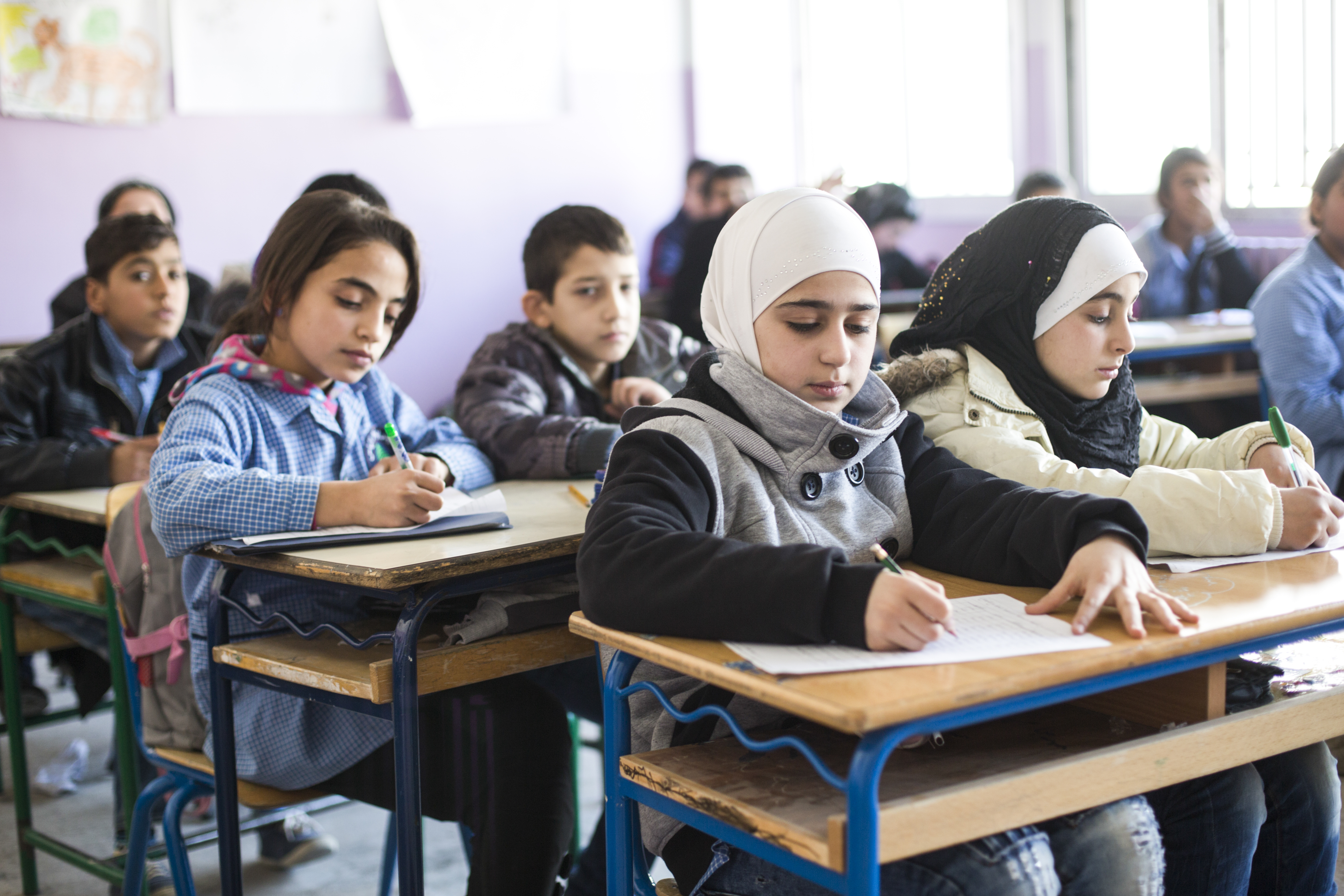
Vzdělávání syrských uprchlíků (2016)

Právo na vzdělání je jedním ze základních sociálních práv, které je v českém právním řádu zakotveno v Listině základních práv a svobod a vyplývá také z řady mezinárodních smluv. K tomu, aby bylo právo na vzdělání naplňováno, je potřeba existence dostatečného množství dostupných vzdělávacích institucí. Právo na vzdělání zahrnuje právo na povinné a bezplatné základní vzdělávání, přístup ke vzdělávání pro všechny a stejný přístup ke vzdělávacím institucím pro všechny. Právo na vzdělání by mělo být zajištěno i dětem se specifickými potřebami.

## Význam práva na vzdělání
Právo na vzdělání má pro občany, a především pro děti, klíčový význam. Pokud dítě nemá přístup ke vzdělání, nastávají tyto možné důsledky nejen pro dítě, ale i pro společnost, ve které žije:
- negramotnost,
- ztráta možnosti uplatnění na trhu práce, rozvoj černého pracovního trhu a chudoba,
- nízká úroveň sociálního zabezpečení a omezený přístup ke zdravotní péči.[1]

## Obsah práva na vzdělání

### Podle Listiny základních práv a svobod ČR
Právo na vzdělání je zakotveno v článku 33 Listiny základních práv a svobod ČR, který se nachází v hlavě IV. zahrnující Hospodářská, sociální a kulturní práva. Podle tohoto ustanovení má každý právo na bezplatné vzdělávání na základních a středních školách, případně na vysokých školách. V soukromých školách může být vzdělávání poskytované za finanční prostředky. Mít právo na vzdělání znamená, že člověku nesmí být bráněno se vzdělávat. Patří sem rovný přístup každého člověka ke vzdělávacím prostředkům a institucím. Právo na základní vzdělání je chápáno v rozsahu povinné školní docházky. Právo na vzdělání přechází na svobodu tvorby a vědeckého bádání. Přístup ke vzdělání se odvíjí od přijímacích zkoušek na středních, vyšších odborných a vysokých školách a od omezení počtu míst vyšší vzdělávací soustavy. Přesto má každý právo se ucházet o toto vzdělávání. Pokud jako uchazeč není přijat, má právo na vysvětlení. Je zde zakotvené právo zřizovat nestátní školy, a proto by stát měl chránit práva žáků a studentů nejen státních škol, ale i škol nestátních (soukromých). Stát pomáhá při studiu příspěvky – sociálními, ubytovacími či prospěchovými stipendii.
Právo na vzdělání se vyskytuje i v hlavě III. Listiny – Práva národnostních a etnických menšin. Etnické a národnostní menšiny mají právo na to se vzdělávat ve svém mateřském jazyku. Dále mají právo na užívání mateřského jazyka v úředním styku a na účast při řešení věcí, které se týkají národnostních a etnických menšin. Stát nesmí činit nic, co by vedlo k diskriminaci či vyloučení etnických a národnostních menšin. Listina garantuje tato práva menšin společně s právem na vzdělání bez ohledu na to, o kterou menšinu se jedná. V České republice se toto právo zaměřuje spíše na menšiny, které dlouhodobě žijí na území České republiky. Je třeba rozlišovat právo na vyučování menšinového jazyka a právo na kompletní výuku v menšinovém jazyku. Vyučování v menšinovém jazyku může znesnadňovat integraci menšinových a etnických skupin do většinové společnosti. Školský zákon konkretizuje toto právo na vzdělávání v jejich jazyku. Mateřskou školu pro národnostní menšiny lze zřídit jen pokud se k menšině přihlásí alespoň 8 dětí. Základní školu pro národnostní menšiny, kde se bude vyučovat v jejich jazyku lze zřídit, pokud se k menšině přihlásí alespoň 10 žáků. Střední školu lze zřídit s 12 studenty, kteří se hlásí k určité národnostní menšině.

### Podle Úmluvy o právech dítěte
Úmluva o právech dítěte zaručuje v článku 28 právo dítěte na vzdělání, které zahrnuje:
- bezplatné základní vzdělání,
- zpřístupňování vysokoškolského vzdělání pro všechny,
- přijímání opatření k podpoře pravidelné školní docházky,
- zpřístupňování poradenství a informací dětem v oblasti vzdělávání,
- zajišťování kázně ve školách v souladu s lidskou důstojností dítěte,
- podporu mezinárodní spolupráce v oblasti vzdělávání s cílem odstranit negramotnost.[11]

### Podle Všeobecné deklarace lidských práv
Právo na vzdělání se ve Všeobecné deklaraci lidských práv vyskytuje v článku 26. Základní vzdělávání by mělo být povinné a bezplatné přinejmenším v základních stupních vzdělávání. Odborné a vyšší vzdělání má být všem stejně přístupné. Vzdělání má dále směřovat k rozvoji lidské osobnosti. Rodiče mají přednostní právo volit druh vzdělání pro své děti.

### Podle Mezinárodního paktu o hospodářských, sociálních a kulturních právech
Právo na vzdělání je v Mezinárodním paktu o hospodářských, sociálních a kulturních právech zakotvené v článku 13. Rovněž dle tohoto dokumentu by mělo být vzdělávání bezplatné pro všechny. V tomto paktu je právo na vzdělání navíc rozebráno podle jednotlivých stupňů vzdělání:
1. Základní vzdělání je přístupné pro všechny.
2. Středoškolské vzdělání je zpřístupněné pro všechny s postupným zaváděním bezplatného vzdělání.
3. Vyšší vzdělání je zpřístupněné pro všechny s postupným zaváděním bezplatného vzdělání.[12]

### Podle Listiny základních práv a svobod Evropské unie
Listina základních práv Evropské unie (též Charta základních práv Evropské unie) zaručuje v článku 14 právo na vzdělání a přístup k odbornému a dalšímu vzdělávání. Toto právo zahrnuje možnost získat bezplatné vzdělání. Dle článku 14 odst. 3 mají být v souladu s vnitrostátními právními předpisy respektovány svoboda zakládat vzdělávací zařízení a právo rodičů zajišťovat vzdělání a výchovu svých dětí v souladu s jejich náboženským, filozofickým a pedagogickým přesvědčením.
Působnost Listiny základních práv Evropské unie je nicméně podle článku 51 omezena na jedné straně na orgány, instituce a jiné subjekty Evropské unie, a na druhé straně na členské státy Evropské unie při uplatňování práva Evropské unie. Proto nelze z hlediska Listiny základních práv EU posuzovat soulad vnitrostátních právních norem, které nebyly přijaty k provedení norem evropského práva.

### Podle Evropské úmluvy o lidských právech
Právo na vzdělání je zakotveno v článku 2 protokolu č. 1 Evropské úmluvy o lidských právech. Podle tohoto ustanovení nesmí být nikomu odepřeno právo na vzdělání. Toto právo zahrnuje respektování práva rodičů na zajišťování výchovy a vzdělávání dětí v souladu s náboženským a filozofickým přesvědčením rodičů. Ve státech by měl fungovat rovný přístup ke vzdělání. To znamená, že každý má mít právo na stejný přístup k existujícím vzdělávacím institucím a zařízením smluvních států.

## Právo na vzdělání osob se zdravotním postižením
Osoby se zdravotním postižením by měly mít stejné příležitosti a možnosti se vzdělávat jako ostatní a mít přístup k základnímu, střednímu a vysokoškolskému vzdělávání. V dnešní době se prosazuje integrace dětí s postižením do běžných škol. V určitých případech (např. u osob s těžkým mentálním postižením) se v oblasti vzdělávání využívají jiné metody (např. u osob se sluchovým postižením), někdy i jiné cíle než v běžných školách. Přesto by měl mít každý v dostupné formě přístup ke vzdělání. Školy musí mít k dispozici vybavení a pomůcky pro vzdělávání osob se zdravotním postižením tak, aby měly možnost dosáhnout stejné úrovně jako ostatní. Podle Úmluvy o právech osob se zdravotním postižením by jim měla být poskytnuta přiměřená úprava podle individuálních potřeb jako je:
- studium Braillova písma, alternativního písma a augmentativních způsobů a prostředků komunikace,
- studium znakové řeči a
- odborné vzdělání učitelů v oblasti vzdělávání osob se zdravotním postižením.[15]